# 黃山雀
黃山雀（學名：Machlolophus holsti），又名台湾黄山雀、台灣四十雀，俗稱師公鳥，是一種棲息於中低海拔山區的雀鳥。台灣特有種，也是稀有的留鳥。
在溪頭其族群量較多，喜歡棲息於海拔2,000公尺以下之闊葉林，以海拔1,500公尺左右山區較常見，冬季時會遷移至海拔700公尺附近的低山區，甚至出現在森林邊緣之住家大樹上。
黃山雀常與畫眉科小型鳥，或其他山雀科鳥類混群活動，腹部鵝黃色，鳴聲婉轉悅耳，尤其繁殖期鳴聲更響亮。營巢於天然樹洞中，舖以植物纖維、羽毛、苔蘚等為材料，有修補舊巢再使用的情形。
以昆蟲類為主食，植物之漿果、種籽、果實等亦為喜愛的食物之一。

## 外部連結
1. ↑  . The IUCN Red List of Threatened Species 2012.   [26 November 2013].
2. ↑  Lepage, D. . Avibase: The world bird database. Bird Studies Canada. 2004 （英语）.
3. ↑  . 內政部營建署.   [2018-08-13]. （原始内容存档于2018-08-13）.